# Astragalus pendulinus
Astragalus pendulinus là một loài thực vật có hoa trong họ Đậu. Loài này được Popov & B.Fedtsch. miêu tả khoa học đầu tiên.